# Parc national Qausuittuq
Le parc national Qausuittuq (anglais : Qausuittuq National Park) est un parc national du Canada situé au Nunavut (Canada), sur l'île de Bathurst. Le nom du parc signifie « l'endroit où le soleil ne se lève pas » en Inuktitut.
Le parc a pour mission d'être un territoire représentatif de Extrême‑Arctique Ouest, l'une des 39 régions naturelle délimité par Parcs Canada. Le parc comprend un habitat important pour le Caribou de Peary. Il partage sa limite sud limite avec la réserve nationale de faune de Nanuit Itillinga.